# 瑞康公寓
瑞康公寓，舊名瑞泰公寓，是上海市的一座歷史建築，位於四川北路18号，修建於1930年。這座建築外觀為裝飾風藝術風格。大中國圖書局的發行所曾經設在這裡。2005年，瑞康公寓被列入上海市第五批優秀歷史建築名單。